# Janez Pišek (nogometaš, rojen 1988)
Janez Pišek, slovenski nogometaš, * 4. maj 1998.
Pišek je profesionalni nogometaš, ki igra na položaju vezista. Od leta 2025 je član slovenskega kluba Ilirija 1911. Pred tem je igral za slovenske klube Celje, Domžale, Aluminij in Rudar Velenje ter bosansko-hercegovski Borac Banja Luka. Skupno je v prvi slovenski ligi odigral 221 tekem in dosegel deset golov. Bil je tudi član slovenske reprezentance do 15, 16, 17, 18, 19 in 21 let.